# イ・ジュニク
イ・ジュニク（李濬益、이 준익、1959年9月21日 - ）は、韓国の映画監督・映画プロデューサー。映画製作・配給会社シネワールド代表。ソウル特別市出身。世宗大学校東洋学科中退。イ・ジュンイクと表記されることもある。

## フィルモグラフィ

### 監督
- キッド・コップ（朝鮮語版）（1993年）
- 黄山ヶ原（2003年） - 兼 製作
- 王の男（2005年） - 兼 製作
- ラジオ・スター（朝鮮語版）（2006年）
- 楽しき人生（2007年） - 兼 脚本
- あなたは遠いところに（朝鮮語版）（2008年）
- 雲を抜けた月のように（朝鮮語版）（2010年）
- 平壌城（朝鮮語版）（2010年）
- ソウォン/願い（2013年）
- 王の運命 -歴史を変えた八日間-（2015年）
- 空と風と星の詩人 ～尹東柱の生涯～（朝鮮語版）（2016年）
- 金子文子と朴烈（パクヨル）（2017年）
- 辺山（朝鮮語版）（2018年）
- 茲山魚譜 チャサンオボ（2021年）

### 製作
- 達磨よ、遊ぼう!（2006年）

### 出演
- 生き残るための3つの取引（2010年、リュ・スンワン監督） - チョン社長 役　※特別出演
- タチャ 神の手（2014年、カン・ヒョンチョル監督） - ギャンブラー 役　※特別出演
- サンキス・ファミリー（2019年、キム・ジヘ監督） - 有名監督 役　※特別出演

## 受賞歴
- 2005年度 - 『王の男』
  - 第42回百想芸術大賞 映画部門 大賞
  - 第43回大鐘賞 監督賞
  - 第43回大鐘賞 最優秀作品賞
  - Mnet KMミュージック・フェスティバル 今年の映画賞
  - 第3回マックスムービー最高の映画賞 最高の監督賞
- 2013年度 - 『ソウォン/願い』
  - 第34回青龍映画賞 最優秀作品賞
- 2015年度 - 『王の運命 -歴史を変えた八日間-』
  - 第19回タリン・ブラックナイト映画祭 メインコンペティション部門 グランプリ
  - 第4回バルセロナ・アジア映画祭 パノラマ部門 最優秀作品賞
  - 第47回インド国際映画祭 功労者賞 審査員特別賞
  - 第52回百想芸術大賞 映画部門 大賞
  - 第35回韓国映画評論家協会賞 最優秀作品賞
  - 第35回韓国映画評論家協会賞 10大映画賞
  - 韓国映画俳優協会 スターの夜 トップ監督賞
  - 第7回今年の映画賞 作品賞
- 2017年度 - 『金子文子と朴烈（パクヨル）』
  - 第54回大鐘賞 監督賞
  - 第37回韓国映画評論家協会賞 10大映画賞
  - 第17回ディレクターズ・カット・アワード 今年の特別言及
  - 第4回韓国映画制作者協会賞 監督賞
  - 第1回ザ・ソウル・アワード 映画部門 大賞
  - 第7回美しい芸術人賞 大賞
  - レジスタンス映画祭 ベスト・ディレクター賞